# Phrynobatrachus jimzimkusi
El Phrynobatrachus jimzimkusi És una espècie d'anurs de la família phrynobatrachus.
Aquesta espècie és endèmica de l'oest de Camerun. Es troba a 2050 m sobre el nivell del mar, en regions de dins la línia volcànica del país (Mont Manengouba, Bamboutos, Mont Lefo, i Mont Oku) així com a Obudu i cap al sud-est de Nigèria. Porta el seu nom en honor de James "Jim" Zimkus, el primer autor de la descripció d'una espècie.

## Descripció
Els mascles adults mesuren uns 33 mm i les femelles adultes uns 30 mm de longitud. La forma del cos és compacta i les extremitats posteriors fortes. El timpà es veu amb prou feines; El plec supratimpànic hi és present. Els dits manquen de membranes i tenen discs petits però diversos. Els dits dels peus tenen un palmell moderat i extens amb petits discs. La coloració dorsal varia de marró a més fosc. La coloració pot semblar uniforme, però normalment inclou algunes zones més clares i altres més fosques. Alguns individus tenen una franja dorsal gruixuda de color marró clar. La coloració ventral es simula de manera similar a les regions pectorals i abdominals.

## Hàbitat i conservació
El Phrynobatrachus jimzimkusi és una espècie diürna, habita tant en passatges tranquils d'estanys com en corrents ràpids dels boscos de muntanya, també als boscos de ribera o a la sabana, entre 1.300-2.900 m sobre el nivell del mar. De vegades es pot trobar en corrents d'aigua de praderies obertes, sobretot en turons més elevats, i pot persistir en hàbitats molt degradats, fins i tot en els que no tenen cobertures. Les femelles aferren els ous en petits grups amb arrels, pèls o vegetació flotant a la columna d'aigua. Els capgrossos viuen als estanyets dels corrents del riu.
Aquesta espècie és localment abundant, tot i que ha disminuït en els darrers anys. Sense proves concloents, el descens és similar al provocat per la quitridiomicosi per a altres amfibis. També està altament amenaçada per la pressió agrícola, inclosa la pastura de bestiar, l'ús d'herbicides i pesticides, la crema de praderies de muntanya i la recol·lecció de llenya, així com per l'expansió dels assentaments humans. Es troba present al Parc Nacional de Cross River a Nigèria.